# Curos del cap Súnion
El curos del cap Súnion és una colossal estàtua votiva, de 3,05 metres d'alçària, procedent de la plaça del temple de Posidó al Cap Súnion i que data de prop de l'any 600 aC. Aquest curos va ser trobat el 1906 i actualment es troba al Museu Arqueològic Nacional d'Atenes.

## Descripció
La figura mostra un home nu, dempeus, mirant al front. El pes està repartit entre les dues cames, que estan paral·leles, l'esquerra més avançada, com en les figures egípcies i la majoria de curos. Duu el cabell llarg i trenat. Li manca el braç esquerre. L'avantbraç està en posició supina (part interior mirant endavant), però la mà, tancada en un puny, mira cap al cos. Un signe de millora de tècnica dels arcaics front als egipcis és que aconsegueixen deixar espai buit entre el braç i el cos, així com entre les cames.
La columna vertebral és recta, perdent la curvatura en forma de lletra essa. El tors és pla, la línia de les costelles inferiors està marcada en forma d'ull i, per sota, quatre ratlles horitzontals paral·leles indiquen els abductors. Sota aquests, hi ha un melic. Les clavícules són rectes i planes, i no es marca l'esternoclidomastoïdal.
El crani és cúbic, pla al damunt, darrere i davant. Les orelles estan estilitzades. Els ulls són molt grans i aplanats, no gaire detallats en, per exemple, el llagrimall o la cua d'ull. El nas s'ha perdut i la boca també.

## Estil
Les formes són abstractes i geomètriques, emfasitzant l'arquitectura i la interrelació de les parts que perfilen l'expressió per sobre del realisme. La figura posa de manifest les quatre cares del bloc cúbic en el qual està tallada. L'anatomia només està parcialment entesa. Les proporcions de les diferents parts del cos no són reals, però l'escultura resulta així expressiva i, malgrat les desproporcions, harmoniosa.